# Entella vitticeps
Entella vitticeps es una especie de mantis de la familia Mantidae.

## Distribución geográfica
Se encuentra en Kenia, Mozambique y Tanzania.